# Аві Лоеб
Авраам «Аві» Лоеб ( івр. אברהם (אבי) לייב; англ. Abraham "Avi" Loeb; нар. 26 лютого 1962) — ізраїльсько-американський фізик-теоретик, який займається астрофізикою та космологією. Лоеб — професор імені Френка Б. Берда молодшого в Гарвардському університеті. Він працював завідувачем кафедри астрономії Гарвардського університету (2011—2020), директором-засновником Гарвардської ініціативи "Чорна діра" (з 2016 року) та директором Інституту теорії та обчислень (з 2007 року) Гарвардсько-Смітсонівського центру астрофізики.
Лоеб є членом Американської академії мистецтв і наук, Американського фізичного товариства та Міжнародної академії астронавтики. Є членом Президентської ради радників з питань науки і технологій у Білому домі і директором з наукової теорії Breakthrough Initiatives фонду Премії за прорив. У грудні 2012 року журнал Time вибрав Лоеба одним із 25 найвпливовіших людей у космосі.
У 2018 році Лоеб привернув увагу ЗМІ тим, що припустив, що міжзоряний астероїд Оумуамуа може бути іншопланетним космічним кораблем. У 2019 році разом зі своїм студентом Гарвардського університету Аміром Сіраджем Лоеб повідомив про відкриття метеора, який потенційно виник за межами Сонячної системи.

## Кар'єра
Лоеб народився в Бейт-Ханані в Ізраїлі у 1962 році. Він брав участь у національній програмі Талпіот, а потім у віці 24 років здобув ступінь доктора філософії з фізики плазми у Єврейському університеті в Єрусалимі (1986). З 1983 по 1988 рік він керував першим міжнародним проєктом за підтримки Стратегічної оборонної ініціативи США. Між 1988 і 1993 роками Лоеб був членом Інституту перспективних досліджень у Прінстоні, де він почав працювати в теоретичній астрофізиці. У 1993 році він перейшов до Гарвардського університету асистентом професора на кафедрі астрономії і через три роки отримав постійну позицію.
Лоеб написав вісім книг і є автором або співавтором близько 800 статей з широкого кола наукових напрямів астрофізики та космології, включаючи перші зорі, епоху реіонізації, формування та еволюцію масивних чорних дір, пошук позаземного життя, гравітаційне лінзування планетами, гамма-спалахи на високих червоних зміщеннях, космологію на радіолінії 21 см, використання лісу Лайман-альфа для вимірювання прискорення розширення Всесвіту (так званий «тест Сендаджа — Лоеба»), майбутнє зіткнення між галактиками Чумацький Шлях і Андромеди, приливне руйнування зір і зображення силуетів чорних дір. У 2010 році він написав підручник під назвою «Як утворилися перші зорі та галактики?».
У 1992 році Лоеб разом з Енді Гулдом припустив, що екзопланети можна виявити за допомогою гравітаційного мікролінзування. У 1993 році він запропонував використовувати лінію тонкої структури C+ для виявлення галактик із високим червоним зміщенням. У 2005 році у серії статей, опублікованих спільно з постдоком Евері Бродеріком, він передбачив появу гарячої точки на орбіті навколо чорної діри; їхні прогнози були підтверджені в 2018 році інструментом GRAVITY на Дуже Великому Телескопі, який спостерігав коловий рух центра світла чорної діри Стрілець A* в центрі Чумацького Шляху. У 2009 році Бродерік і Лоеб передбачили тінь чорної діри в гігантській еліптичній галактиці Messier 87, зображення якої було зроблено в 2019 році Телескопом горизонту подій.
У 2013 році було опубліковано звіт про відкриття Кеплер-76b, першої екзопланети розміром з Юпітер, ідентифікованої за допомогою виявлення релятивістського випромінювання її батьківської зорі, на основі техніки, запропонованої Лоебом і Гауді в 2003. Біля надмасивної чорної діри, Стрілець A* був виявлений пульсар, передбаченний Пфалом і Лоебом в 2004 році. Було виявлено гіпершвидкісну зорю, яка могла прилетіти з галактики Андромеди, можливість чого передбачили Шервін, Лоеб і О'Лірі в 2008 році. Разом зі своїм постдоком Джеймсом Гійошоном Лоеб передбачив існування нової популяції зір, які рухаються у Всесвіті зі швидкістю, близькою до світла. Разом зі своїм постдоком Джоном Форбсом і Говардом Ченом з Північно-Західного університету Лоеб зробив ще одне передбачення, згідно з яким екзопланети розміром до Нептуна були перетворені на скелясті суперземлі внаслідок діяльності центральної надмасивної чорної діри Стрілець A* Чумацького Шляху.
У 2013 році Лоеб і Паоло Пані показали, що первісні чорні діри в діапазоні між масами Місяця та Сонця не можуть складати темну матерію. Лоеб очолював групу, яка повідомила про попередні докази народження чорної діри в молодій надновій SN 1979C. У співпраці з Деном Маозом Лоеб продемонстрував у 2013 році, що біомаркери, такі як молекулярний кисень O
2, можуть бути виявленими космічним телескопом Джеймса Вебба в атмосфері планет земної маси в зоні, придатній для життя, біля білих карликів. Він був наставником студента Гарвардського університету Генрі Ліна у вивченні промислового забруднення на екзопланетах як нового методу пошуку позаземних цивілізацій.

### Ранній Всесвіт
У серії робіт зі своїми студентами та постдоками Лоеб розглядав, як і коли утворилися перші зорі та чорні діри та який вплив вони мали на молодий Всесвіт. Разом зі своїм колишнім учнем Стівом Фурланетто він видав підручник «Перші галактики у Всесвіті». У 2013 році Лоеб представив нову концепцію «придатної для диття епохи раннього Всесвіту». У квітні 2021 року Лоеб представив оновлене резюме своїх уявлень про життя в ранньому Всесвіті.

### Панспермія
У 2020 році Лоеб опублікував дослідницьку статтю про можливість поширення життя з однієї планети на іншу, а потім статтю «Космічний корабель Ноя» про спрямовану панспермію.

### Оумуамуа
У грудні 2017 року Лоеб вказав на витягнуту форму Оумуамуа як на аргумент за те, щоб Грін-Банкський телескоп у Західній Вірджинії прослуховував радіовипромінювання від нього і перевірив, чи є якісь ознаки його штучного походження, хоча попередні менш чутливі спостереження іншими радіотелескопами, такими як масив телескопів Аллена в Інституті SETI, не дали таких результатів. 13 грудня 2017 року телескоп Грін-Банкський телескоп спостерігав за астероїдом протягом шести годин. Жодних радіосигналів від Оумуамуа виявлено не було.
26 жовтня 2018 року Лоеб і його докторант Шмуель Біалі, намагаючись пояснити негравітаційне прискорення міжзоряного об’єкта Оумуамуа, запропонували, що він є штучним тонким сонячним вітрилом, яке прискорюється тиском сонячного випромінювання. Інші вчені заявили, що наявних доказів недостатньо для розгляду такого припущення, і що сонячне вітрило, що перекидається, не зможе прискоритися. У відповідь Лоеб написав статтю, в якій описав шість аномальних властивостей Оумуамуа, які відрізняють його від будь-яких раніше відомих комет чи астероїдів, які бачили раніше.
27 листопада 2018 року Лоеб і Амір Сірадж, студент Гарвардського коледжу, запропонували пошук об’єктів, схожих на Оумуамуа, які могли б бути захоплені в Сонячну систему в результаті втрати орбітальної енергії під час близького пролюлту повз Юпітер. Вони визначили чотирьох кандидатів в захоплені міжзоряні об’єкти, які можна відвідати спеціальними місіями: 2011 SP25, 2017 RR2, 2017 SV13 і 2018 TL6. Автори зазначили, що майбутні огляди неба, такі як Великого синоптичний оглядовий телескоп, зможуть знайти набагато більше таких кандидатів.
У публічних інтерв'ю та приватному спілкуванні з репортерами та колегами-науковцями Лоеб доводить можливість існування позаземного життя. 16 квітня 2019 року Лоеб і Сірадж повідомили про відкриття першого метеора міжзоряного походження. Extraterrestrial: The First Sign of Intelligent Life Beyond Earth, науково-популярна книга про Оумуамуа, написана Лоебом, була опублікована в 2021 році.

### Проєкт Галілей

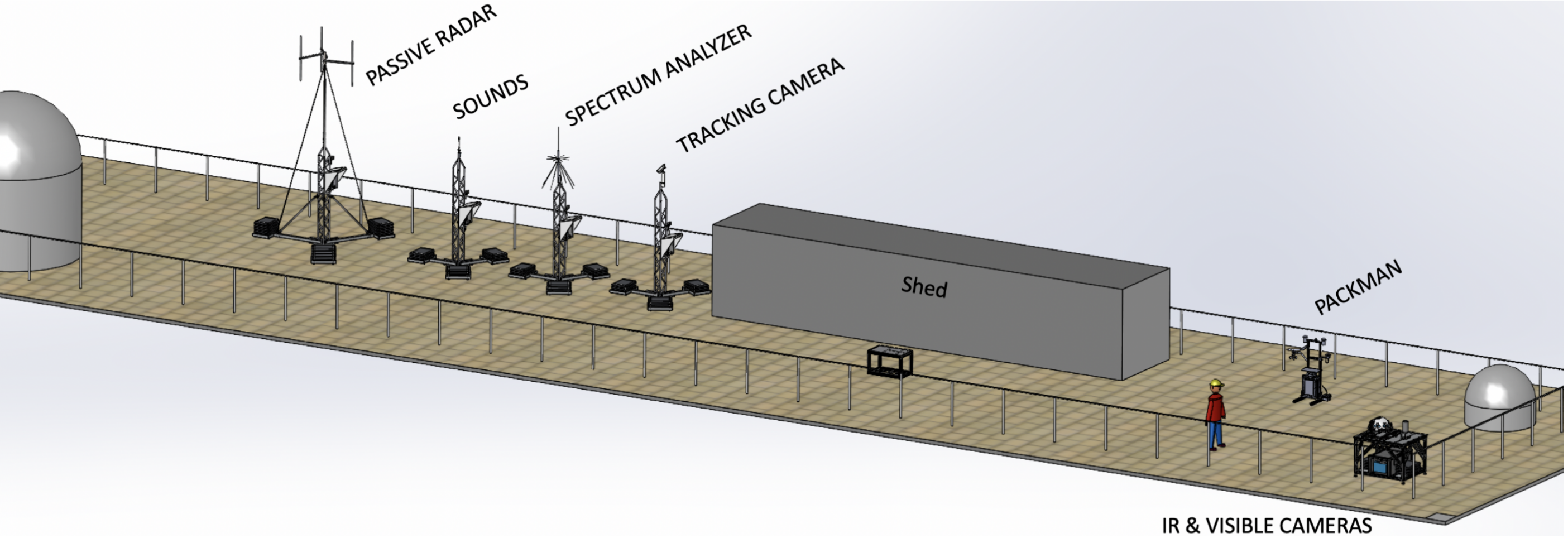
«Створення нових систем телескопів для визначення природи невідомих повітряних явищ, подібних до тих, що згадуються у звіті ODNI для Конгресу США»

У липні 2021 року Лоеб заснував проєкт Галілей для систематичного наукового пошуку доказів позаземних технологічних артефактів. проєкт був натхненний виявленням Оумуамуа та публікацією звіту Управління директора національної розвідки про непізнані повітряні явища. Як зазначено на сайті проєкту, мета:
Три основні напрямки дослідження: 
- Отримання зображень непізнаних повітняних явищ високої роздільної здатності та виявлення їх природи
- Пошук і дослідження міжзоряних об'єктів типу Оумуамуа
- Пошук потенційних позаземних супутників

На відміну від інших подібних проєктів, метою проєкту Галілей є пошук фізичних об'єктів, а не електромагнітних сигналів, пов'язаних з позаземним технологічним обладнанням. Проєкт висвітлювали багато видавництв, в тому числі Nature, Science, New York Post, Scientific American Guardian. На звинувачення, що дослідження НЛО є псевдонаукою, Лоеб відповідає, що мета проєкту полягає не в дослідженні НЛО на основі попередніх даних, а у вивченні непізнаних повітряних явищ "за допомогою стандартного наукового методу, заснованого на прозорому аналізі відкритих наукових даних, зібраних за допомогою оптимізованих інструментів".

## Виступи в ЗМІ
У 2006 році Лоеб був представлений на обкладинці журналу Time про перші зорі та в статті Scientific American про Темні віки Всесвіту. У 2008 році він був представлений на обкладинці журналу Smithsonian про чорні діри та в двох історіях на обкладинках журналу Astronomy, одна про зіткнення між Чумацьким Шляхом і галактикою Андромеди, а друга про майбутній стан нашого Всесвіту. У 2009 році Лоеб у статті в Scientific American описав нову техніку зображення силуетів чорних дір. Лоеб привернув значну увагу засобів масової інформації після того, як у 2011 році (разом з Е. Л. Тернером) запропонував нову техніку для виявлення штучно освітлених об'єктів у Сонячній системі та за її межами і показав у 2012 році (разом з І. Гінзбургом), що планети можуть проходити гіпершвидкісних зір або бути підштовхнутими до релятивістської швидкості поблизу чорної діри в центрі Чумацького Шляху.
Журнал Science опублікував статтю про кар'єру Лоеба в квітні 2013 року, а Discover проаналізував його дослідження перших зір у квітні 2014 року. New York Times опублікувала науковий профіль Лоеба в грудні 2014 року. У травні 2015 року Astronomy опублікував подкаст годинного інтерв’ю з Лоебом у своїй серії під назвою «Суперзорі астрономії». У квітні 2016 року Стівен Гокінг відвідав будинок Лоеба та взяв участь у інавгурації ініціатив Starshot і Black Hole, які очолює Лоеб.
Електронна книга Лоеба на Kindle детально розповідає про його кар’єрний шлях від дитинства на фермі до головування на факультеті астрономії Гарварду, а також містить есе про важливість ризику в дослідженнях і сприяння різноманітності. Лоеб пише есе про науку та політику. Він з’являвся в багатьох подкастах.

## Відзнаки та нагороди
Лоеб отримав багато нагород, зокрема:
- 2015 — обраний членом постійного комітету SETI в Міжнароднай академії астронавтики
- 2015 — обраний членом Американського фізичного товариства
- 2014 — член Ради з фізики та астрономії Національних академій
- 2013 — Астрономічна письменницька нагорода Чамблісса від Американського астрономічного товариства за книгу «Як утворилися перші зорі та галактики?» (2010)
- 2013 — Почесна стипендія Мієгуніа, Університет Мельбурна, Австралія
- 2012 — обраний членом Американської академії мистецтв і наук
- 2012 — Нагорода кафедри Галілео Галілея, Вища нормальна школа, Піза, Італія
- 2011 — викладач астрономії Саклера, Лейденська обсерваторія, Нідерланди
- 2011 — лектор астрофізики премії обсерваторії Лас-Кумбрес, Каліфорнійський університет у Санта-Барбарі
- 2009 — видатний запрошений вчений в обсерваторіях Карнегі, Пасадена
- 2007 — Інавгураційний лектор Австралійського інституту фізики
- 2007 — почесний відвідувач Мерла Кінгслі Каліфорнійського технологічного інституту
- 2006/7 — лектор Джона Баколла Тель-Авівського університету
- 2006 — лектор Салпітера в Корнельському університеті
- 2004 — почесна запрошена професорська посада на факультеті фізики та Центрі теоретичної фізики Ейнштейна, Інститут науки Вейцмана
- 2002 — Стипендія Гуггенгайма [89]
- 1987 — Премія Кеннеді, Єврейський університет Єрусалима